# Bar mleczny

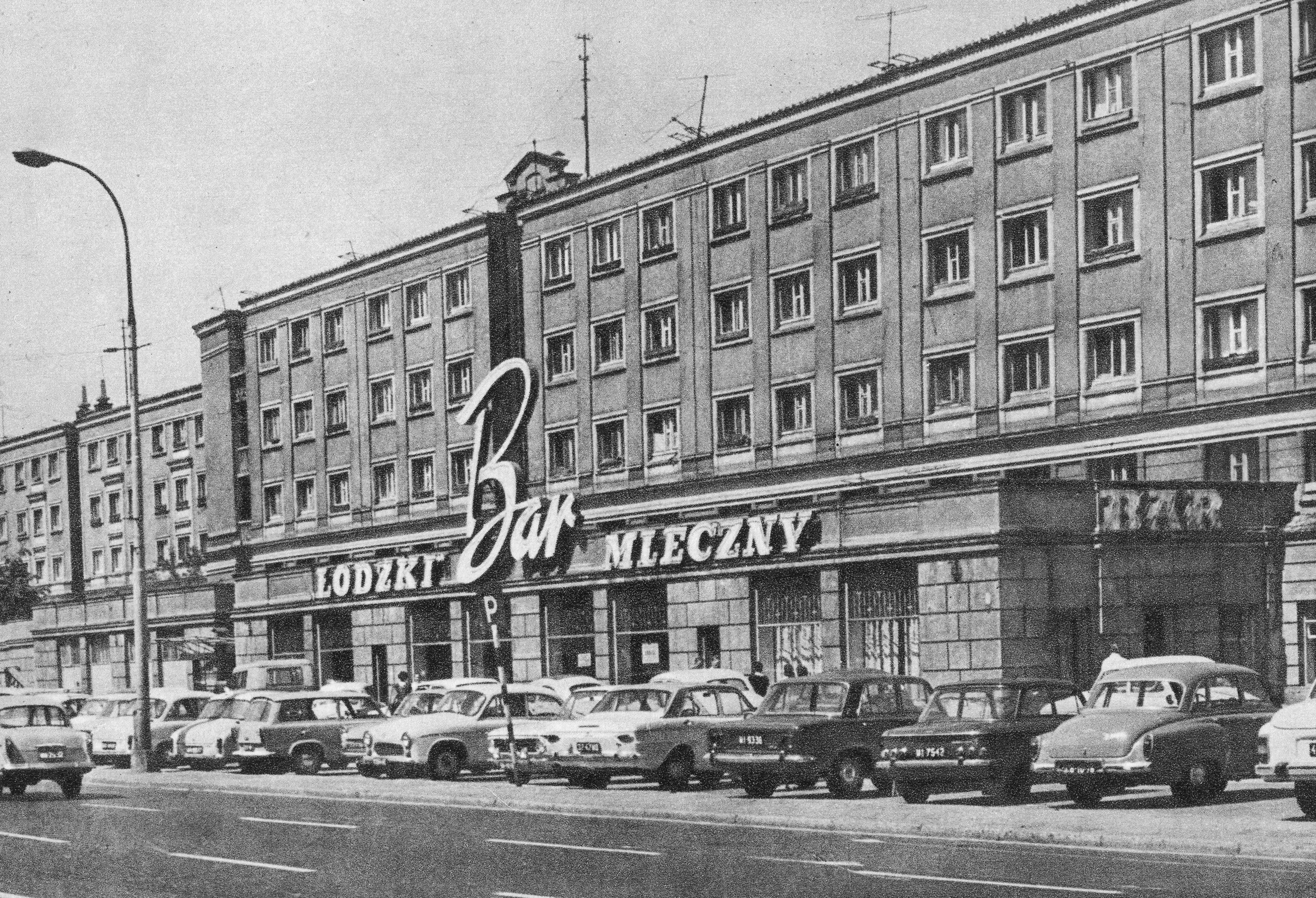
Bar mleczny „Łódzki” przy al. Świerczewskiego 82 (obecnie al. „Solidarności”) w Warszawie, ok. 1971

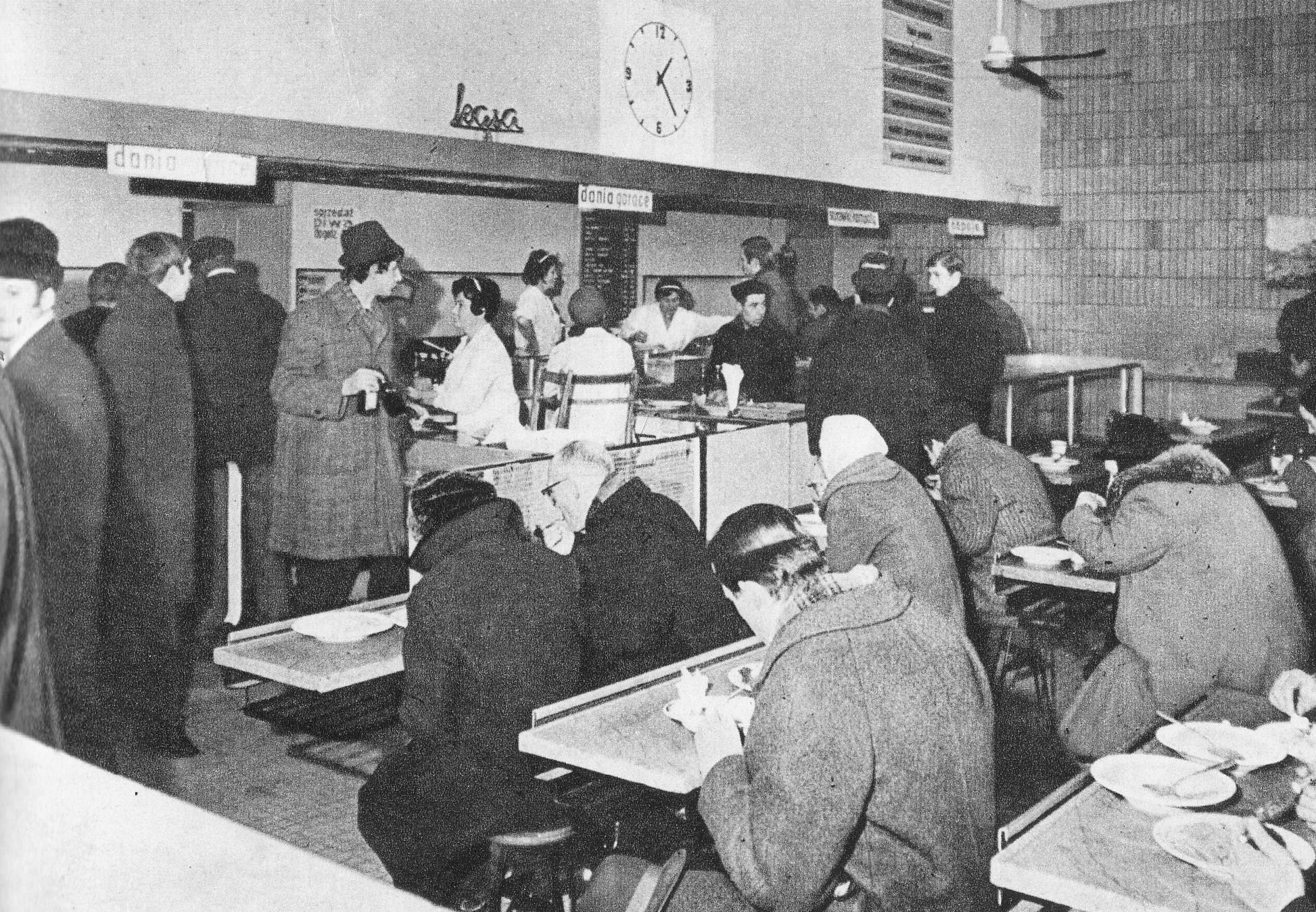
W barze Wenecja w Warszawie w latach 60. XX wieku

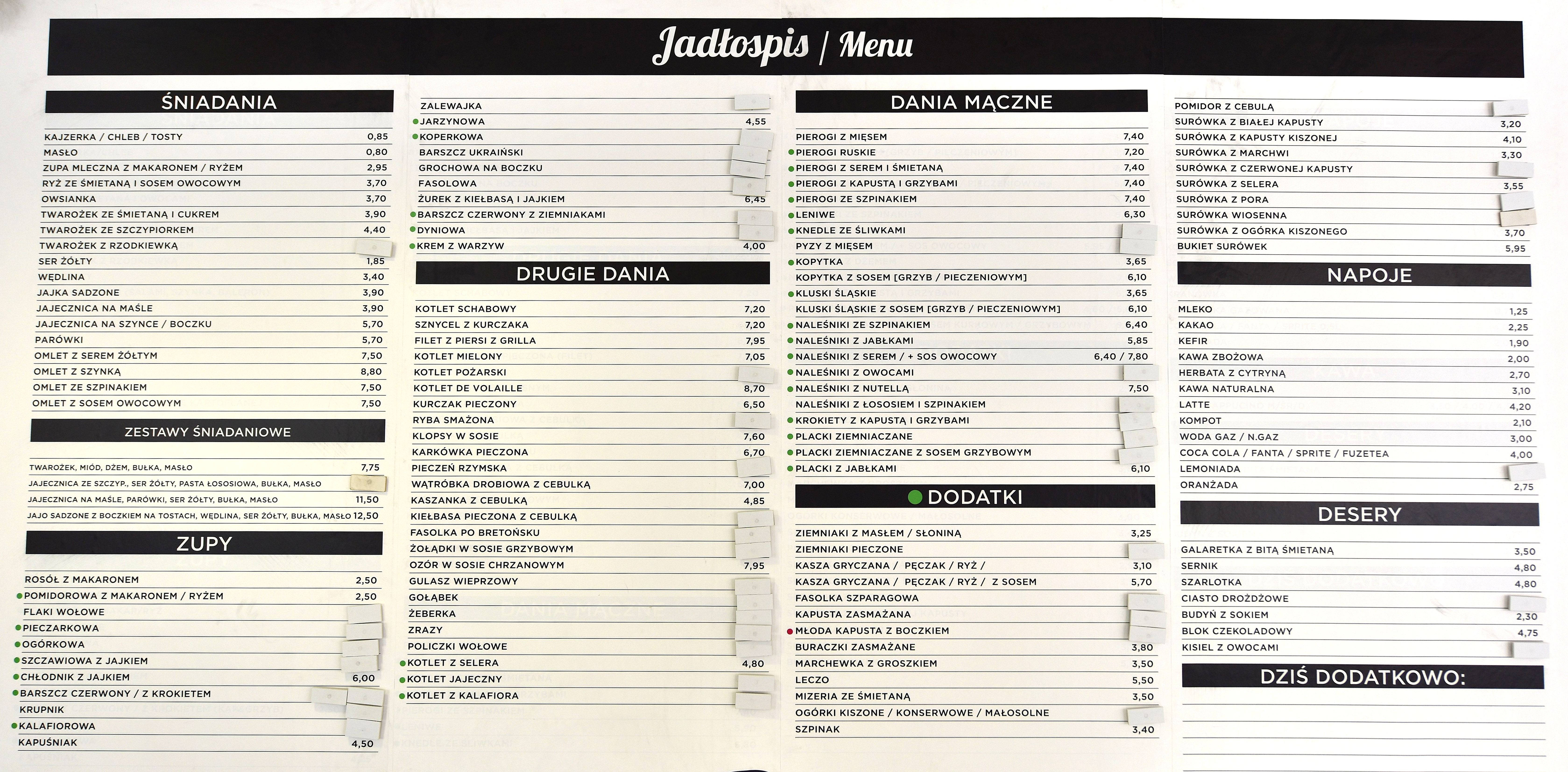
Menu jednego z warszawskich barów mlecznych (2019)

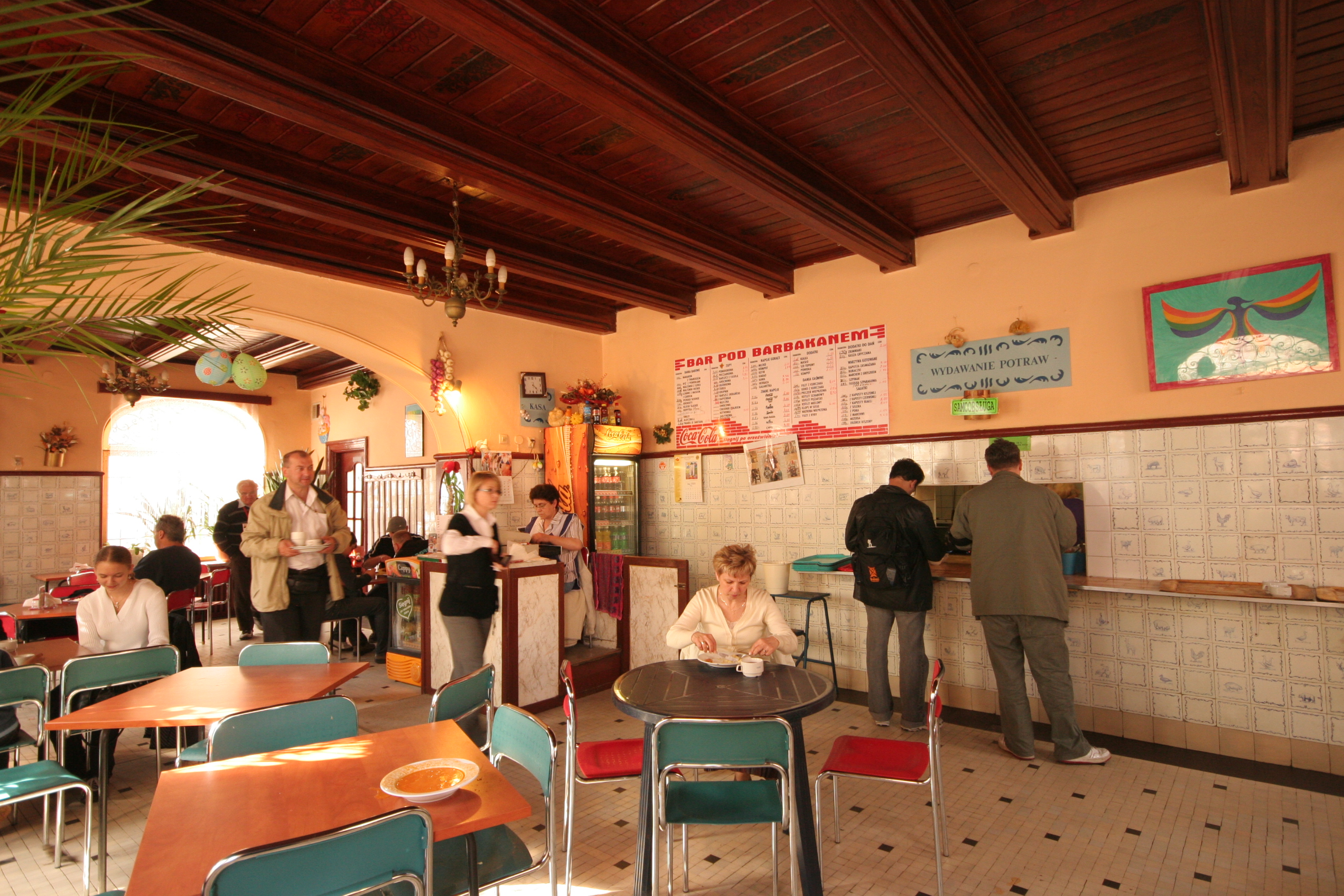
Bar mleczny koło Barbakanu w Warszawie

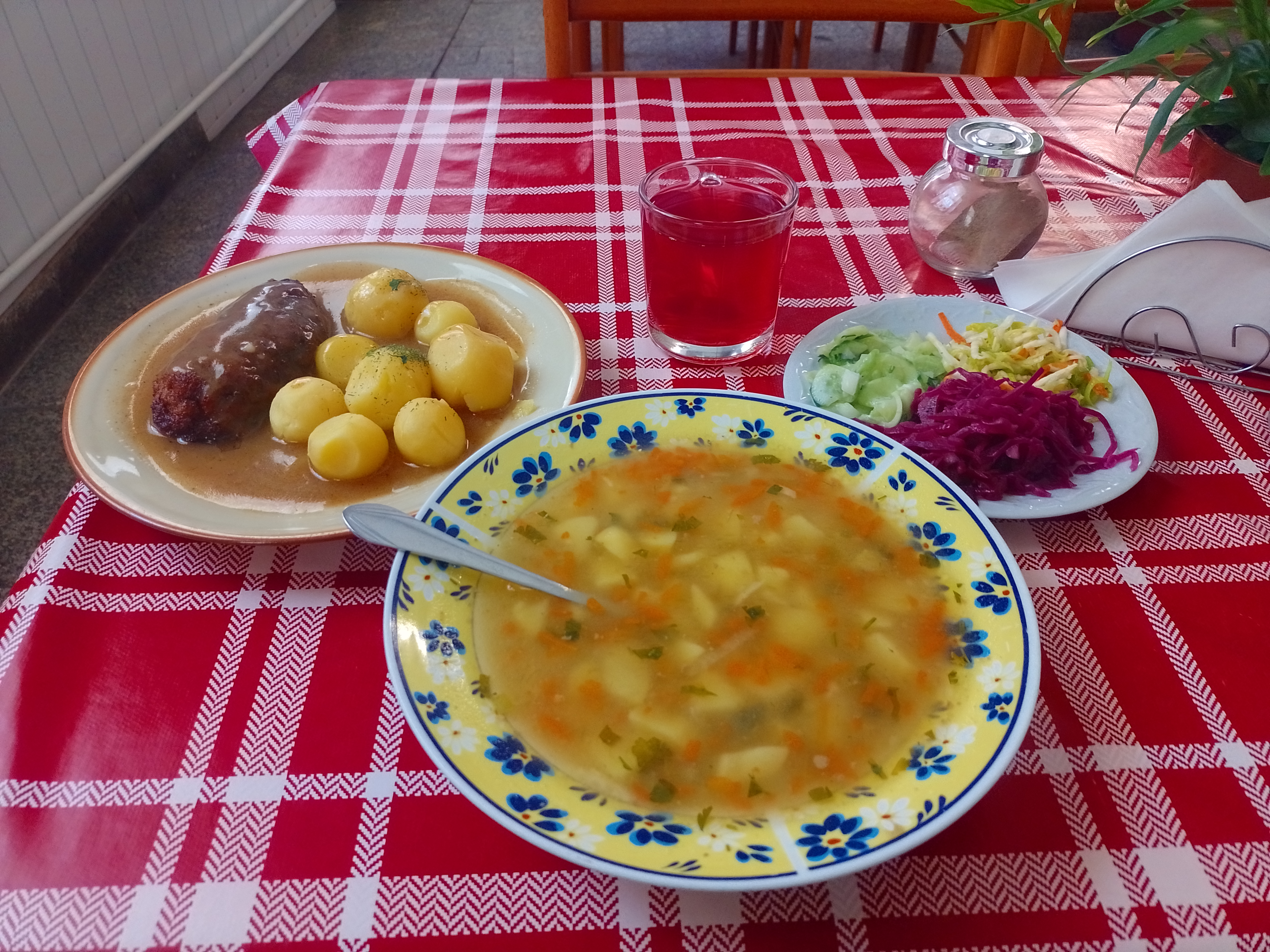
Zestaw obiadowy w barze mlecznym w Nowej Rudzie (2023)

Bar mleczny – przedsiębiorca prowadzący działalność gospodarczą w postaci samoobsługowych, bezalkoholowych, ogólnodostępnych zakładów masowego żywienia, sprzedających całodziennie posiłki mleczno-nabiałowo-jarskie.
Jest to polski rodzaj baru szybkiej obsługi, który upowszechnił się w okresie międzywojennym i później, w okresie powojennym. Bary mleczne były podobne w działaniu do dzisiejszych jadłodajni, ale oparte na kuchni tradycyjnej. Nazwa baru pochodzi od przewagi dań mlecznych. W jadłospisie występowały także potrawy oparte na jajkach (np. omlety), kaszach, czy mące (np. pierogi), a znacznie rzadziej mięsne. W latach pięćdziesiątych XX w. w niektórych barach mlecznych oferowano także piwo.

## Historia
Pierwszy bar mleczny, czyli jadłodajnię serwującą dania jarskie na bazie mleka, jajek i mąki, otworzył w Warszawie w roku 1896 Stanisław Dłużewski (hodowca bydła mlecznego, rolnik i ziemianin). Była to mleczarnia „Nadświdrzańska” z ogródkiem, która znajdowała się przy ul. Nowy Świat, w miejscu gmachu Banku Gospodarstwa Krajowego. Bar był dochodowy i wkrótce inni przedsiębiorcy otworzyli podobne placówki. W 1918 roku idea barów mlecznych rozprzestrzeniła się na cały kraj. W następujących latach kryzysu popularność barów mlecznych wzrosła jeszcze bardziej, a specjalne rozporządzenia ministerialne regulowały wielkość, skład i ceny potraw, tak by były one dostępne także dla uboższych ludzi.
W okresie PRL nastąpił szczególnie intensywny rozwój tego typu placówek. Większość z nich należała do Spółdzielni Spożywców „Społem”. W Warszawie w 1972 funkcjonowało 41 barów mlecznych.
W przeciwieństwie do przeważających współcześnie barów szybkiej obsługi na wzór zachodnich „snacków” bary mleczne charakteryzują niskie ceny dań, często trzykrotnie niższe niż ceny tych samych dań w restauracjach. Mimo przekształceń gospodarczych i politycznych pewna liczba barów mlecznych istnieje do dziś.
Bary mleczne są często również wspierane przez miasta, które zapewniają np. preferencyjne stawki czynszu za wynajmowany lokal. Dzięki tej pomocy możliwe jest znaczące zmniejszenie cen i umożliwienie zjedzenia posiłku przez niezamożnych klientów.
Rola, jaką bary mleczne odgrywały w świadomości Polaków, jest podobna do tej, jaką w świadomości Amerykanów miały bary typu Automat. Ironiczny, negatywnie przejaskrawiony wizerunek baru mlecznego z przełomu lat 70. i 80. XX wieku, z aluminiowymi talerzami przytwierdzonymi do blatów stołów i łyżkami na łańcuchach, przedstawiony został w komedii Stanisława Barei Miś.
Dla barów mlecznych okresu PRL charakterystyczne były talerze i kubki z grubej ceramiki z niebieskimi obwódkami, często wyszczerbione, sztućce z odlewu aluminiowego, stoliki z blatami z laminatu bez obrusów i krzesła o konstrukcji spawanej z prętów stalowych. Wskutek słabej wentylacji w sali konsumpcyjnej unosiły się zapachy kuchenne.
W barach mlecznych ceny są często podawane z dokładnością do jednego grosza – bez zaokrągleń.

## Dotacje dla barów mlecznych z budżetu państwa
Posiłki sprzedawane w barach mlecznych są dotowane z budżetu państwa, co szczegółowo reguluje rozporządzenie Ministra Finansów z dnia 30 marca 2015 r. w sprawie dotacji przedmiotowych do posiłków sprzedawanych w barach mlecznych. Zgodnie z § 3 ust. 1 rozporządzenia dotację do 31 maja 2022 roku mógł otrzymać wyłącznie przedsiębiorca, który m.in. stosował stawkę narzutu nie większą niż 56% wartości surowców zużytych do przyrządzania posiłków oraz umieści na lokalu oznaczenie „bar mleczny”, a od 01.06.2022 stawka narzutu została zmniejszona do 45%. Rozporządzenie zastąpiło wcześniejsze, zmienione w grudniu 2014 rozporządzenie, zgodnie z którym barom mlecznym do przygotowania potraw dotowanych wolno było używać tylko surowców dotowanych, a na liście takich surowców minister finansów nie umieścił przypraw.
Dotacje dla barów mlecznych są ujęte w części 19 ustawy budżetowej – Budżet, finanse publiczne i instytucje finansowe. W 2018 wartość wypłaconych dotacji dla barów mlecznych wyniosła 15,46 mln zł, w 2019 - 17,62 mln zł, w 2020 - 12,28 mln zł a w 2021 - 11,23 mln zł.